# Kalāteh-ye Torkhā
Kalāteh-ye Torkhā (persiska: کلاته ترکها) är en ort i Iran.   Den ligger i provinsen Nordkhorasan, i den nordöstra delen av landet, 500 km öster om huvudstaden Teheran. Kalāteh-ye Torkhā ligger 1 283 meter över havet och antalet invånare är 318.
Terrängen runt Kalāteh-ye Torkhā är varierad. Runt Kalāteh-ye Torkhā är det ganska glesbefolkat, med 27 invånare per kvadratkilometer. Närmaste större samhälle är Sankhvāst, 12,9 km sydväst om Kalāteh-ye Torkhā. Omgivningarna runt Kalāteh-ye Torkhā är i huvudsak ett öppet busklandskap.